# Atrociraptor marshalli
Atrociraptor (il cui nome significa "ladro selvaggio") è un genere estinto di dinosauro teropode dromaeosauride vissuto nel Cretaceo superiore, circa 68,5 milioni di anni fa (Maastrichtiano), in quella che oggi è la Formazione Horseshoe Canyon, in Alberta, Canada. Il genere contiene una singola specie, ossia A. marshalli.

## Descrizione

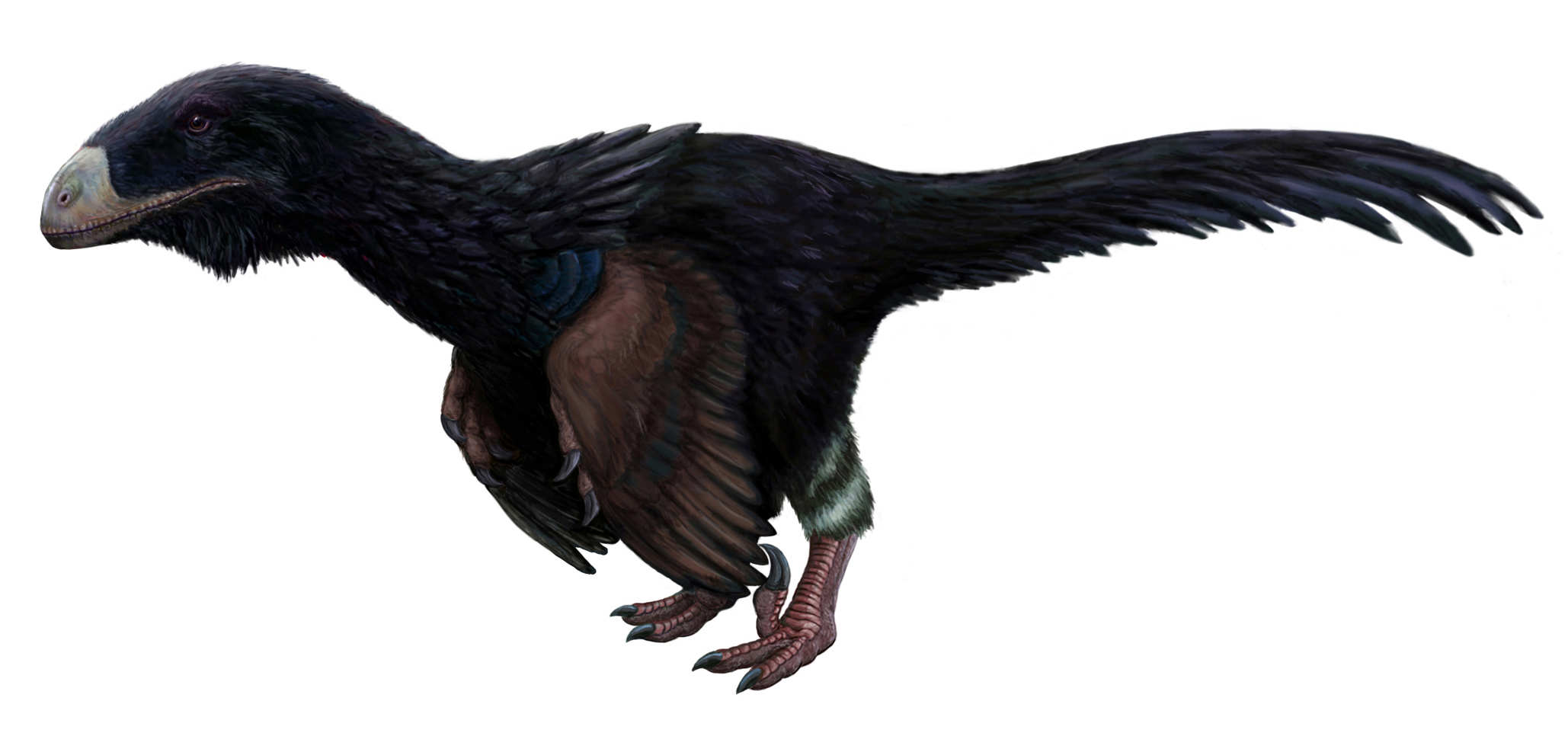
Ricostruzione di A. marshalli

Nel 2010, Gregory S. Paul stimò una lunghezza dell'animale di 2 metri (8 piedi), per un peso di 15 chilogrammi. Atrociraptor differisce da Bambiraptor e da altri velociraptorini nella sua dentatura più isodontica (i denti hanno dimensioni diverse ma la stessa forma) e il muso corto e alto. La fenestra mascellare, l'apertura principale del cranio, è relativamente grande e posizionata proprio sopra un'altra apertura, la fenestra promaxillare, una condizione non nota in altre specie.

## Classificazione
Nella sua prima descrizione Atrociraptor venne assegnato dai suoi descrittori alla sottofamiglia Velociraptorinae, all'interno della famiglia Dromaeosauridae. Tuttavia, nel 2009 Currie pubblicò un'analisi cladistica che mostrò Atrociraptor come un membro della sottofamiglia Saurornitholestinae. Uno studio e un'analisi del 2022 rivendicano ulteriormente questa posizione e classificano Atrociraptor come saurornitholestinae derivato, insieme ad Acheroraptor.

## Storia della scoperta

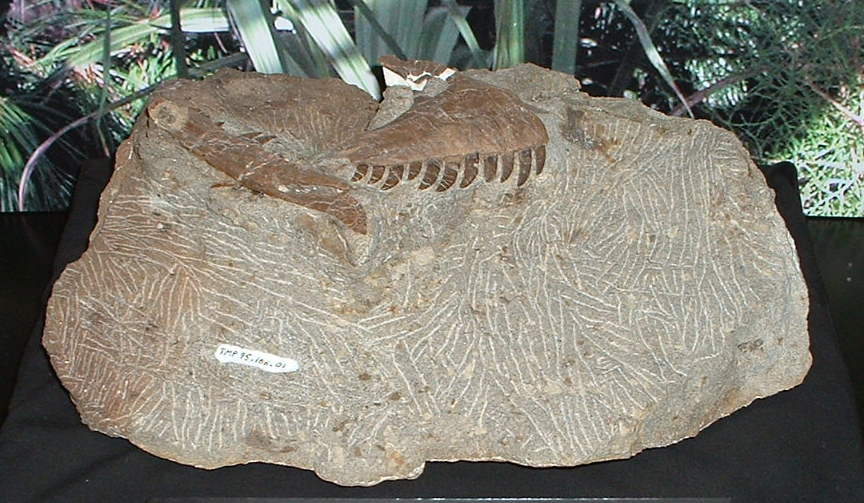
Olotiopo di A. marshalli

L'olotipo (ed unico esemplare noto) di Atrociraptor, RTMP 95.166.1, fu scoperto da Wayne Marshall nel 1995, in uno strato della Formazione Horseshoe Canyon, che contenente anche un letto d'osso di Albertosaurus, vicino a Drumheller. Questo letto d'ossa si trova nella parte superiore dell'Unità 4 della formazione, che risale a circa 68,5 milioni di anni fa. L'unico campione noto è costituito da parti della mascella e della mandibola, e comprende: entrambe le premascelle, la mascella destra, la mandibola, alcuni denti e numerosi piccoli frammenti. Il cranio sembra essere insolitamente corto e alto. I denti sono relativamente dritti, ma emergono dagli alveoli dentali in un angolo rispetto alla linea della mascella, risultando in una fila di denti fortemente inclinata. Diversi denti isolati (precedentemente riferiti a Saurornitholestes) sono stati anche recuperati all'interno della Formazione Horseshoe Canyon, e, grazie alla loro dentella insolitamente grande possono essere riconosciuti ed assegnati ad Atrociraptor.
Nel 2004, Philip J. Currie e David Varricchio nominarono e descrissero la specie tipo di Atrociraptor: Atrociraptor marshalli. Il nome generico deriva dal latino atrox ossia "selvaggio", e raptor ossia "ladro" o "predatore". Il nome specifico, marshalli, onora il paleontologo Wayne Marshall.

## Nella cultura di massa
Per via dei pochi resti frammentari, Atrociraptor è un dromeosauride ben poco conosciuto nella cultura di massa. Ciò cambiò nel dicembre 2021 quando Empire rilasciò un'immagine del film Jurassic World - Il dominio (2022) annunciando che l'animale sarebbe apparso nel film. Dopo l'annuncio, l'aggiunta degli Atrociraptor divenne l'argomento di maggior dibattito di quel periodo, riguardo al franchise di Jurassic Park, diventando di conseguenza assai famoso verso il pubblico. Gli Atrociraptor di Jurassic World tuttavia mostravano gli stessi errori anatomici e paleontologici dei Velociraptor del franchise: erano sprovvisti di piume ed erano alti come un essere umano. I quattro Atrociraptor presentati sono inoltre simili ai quattro Velociraptor (Blue, Echo, Delta e Charlie) introdotti nel film Jurassic World (2015): quattro esemplari con dei nomi (Ghost, Tiger, Red e Panthera, anche se nel film non vengono mai direttamente nominati) basati sul manto del corpo diverso da ogni esemplare del gruppo, che eseguono gli ordini di un Alfa umano, addestrati per attaccare e uccidere. I meccanismi di attacco sono tuttavia differenti a quelli dei Velociraptor del primo Jurassic World. L'animale appare con questo design in Jurassic World: il gioco (solo gli esemplari Ghost, Panthera e Red apparsi nel film), in Jurassic World Alive e in Jurassic World Evolution 2 con skin aggiuntive a quelle del film. Compare anche nel merchandising ufficiale di Jurassic World Dominion e nell'app Jurassic World Facts, basata appunto sul merchandising della Mattel. Gli Atrociraptor del film sono nuovamente ricomparsi nel franchise nella serie animata Jurassic World - Teoria del caos; Ghost, Tiger e Panthera nella prima stagione, mentre Red nella seconda, e tutti e quattro ritornano insieme nella terza.
Una versione accurata dell'animale, appare invece nel documentario BBC Il pianeta preistorico (2022) pubblicato un mese prima dell'uscita di Jurassic World - Il dominio, dove si vede un esemplare nutrirsi di alcuni piccoli insetti dopo un incendio in una foresta, e dà prova della sua intelligenza usando un rametto bruciacchiato per pulirsi il piumaggio dai parassiti. Vista la fama che aveva ottenuto in quel periodo, l'Atrociraptor è stato molto notato dal pubblico, insieme al suo più noto parente Velociraptor apparso più spesso nella serie.